# Melodie Express
Melodie Express (auch unter dem Namen Melodie TV bekannt) ist ein österreichischer Teleshoppingkanal, der sich mit Werbung im Bereich volkstümlicher Musik und Schlager an Musikliebhaber in Österreich und dem deutschsprachigen Europa wendet. Der Sender ist lt. Website-Impressum seit 23. Juli 2012 als Werbeagentur bei der Wirtschaftskammer Tirol eingetragen. Programmanbieter des Teleshoppingkanals ist die in Innsbruck eingetragene Melodie Express GmbH mit einer Stammeinlage von 36.336,42 EUR. Es bestehen nach Recherche der österreichischen Medienbehörde KommAustria keine Verbindungen zu weiteren österreichischen Medienunternehmen und keine Treuhandverhältnisse.

## Programm
Zum Programm gehören jeweils halbstündige Teleshoppingblöcke, gefolgt von Werbespots. Angeboten werden vorwiegend Musik- und DVD-Produkte. Weiters werden Produkte in den Bereichen Natur und Wellness vermarktet. Hierzu wird programmbegleitend auch ein Webshop betrieben. Im April 2013 genehmigte die KommAustria eine Programmänderung zwischen ca. 19:00 Uhr und ca. 22:00 Uhr. In dieser Zeit werden Musiksendungen, Dokumentationen, Konzerte und Künstlerporträts ausgestrahlt.
Obwohl die Programmkennung „Melodie Express“ lautet, wird auf der Homepage melodie.tv das Programm mit Livestream vorgestellt, der Webshop jedoch unter der Domain melodie-express.tv betrieben.

## Empfang
Das Programm wird über den Satelliten Astra 1KR (19,2° Ost, Transponder 1.003, Frequenz 11.244 MHz) verbreitet. Auf der Homepage des Senders ist ein Livestream verfügbar. Der Sender ist in einigen österreichischen, deutschen und einem Liechtensteiner Kabelnetz vertreten, nicht jedoch in der Schweiz. Zudem ist der Sender in den Niederlanden und Belgien in einzelnen Kabelnetzen vertreten.